# طب تنفس
طب تنفس یا طب تنفس: طرحی نو در تشخیص بیماری‌ها کتابی به نویسندگی پرویز واحدی است که در سال ۱۳۹۵ توسط نشر نگاران سبز به زبان فارسی منشتر شد. این کتاب در زمینه پزشکی بوده و در زمستان ۱۳۹۶ در فهرست نامزدهای دریافت جایزه کتاب سال قرار گرفت.
کتاب طب تنفس به عنوان یکی از برگزیدگان سی و پنجمین دوره کتاب سال ایران انتخاب شد.
مراسم سی و پنجمین دوره جایزه کتاب‌سال جمهوری اسلامی ایران و بیست و پنجمین دوره جایزه جهانی کتاب سال با حضور حسن روحانی، رئیس‌جمهوری ایران ۱۸ بهمن ۱۳۹۶ در تالار وحدت برگزار شد.